# Cừu Marco Polo
Cừu Marco Polo (Ovis Ammon Polii) là một phân loài của Cừu núi Argali, được đặt tên theo nhà thám hiểm Marco Polo. Môi trường sống của chúng là khu vực miền núi của Trung Á. Cừu Marco Polo được phân biệt chủ yếu là dựa vào kích thước lớn cùng bộ sừng xoắn ốc của chúng. Hiện nay, chúng đang là loài sắp bị đe dọa và đang có những nỗ lực được thực hiện để bảo vệ số lượng của cũng như ngăn chặn việc săn bắn thương mại. Người ta cũng cho rằng, chúng với cừu nhà có thể là những loài đem lại lợi ích về nông nghiệp. Cừu Marco Polo là con vật quốc gia của Afghanistan.

## Tên loài
Danh pháp hai phần của loài chung là Ovis ammon được mô tả bởi nhà tự nhiên học người Thụy Điển Carl Linnaeus vào năm 1758 và tất cả các thành viên của loài thường được gọi chung là "Argali". Phân loài Cừu Marco Polo được mô tả khoa học lần đầu tiên bởi nhà động vật học Edward Blyth trong năm 1841. Những con cừu cũng thường được gọi là "Marco Polo Argali"  hay "Pamir Argali".
Phân loài này được đặt tên theo nhà thám hiểm Marco Polo trong thế kỷ 13, bởi vì ông đã mô tả chúng trong cuốn sách The Travels of Marco Polo (Cuộc thám hiểm của Marco Polo hay còn gọi là cuốn sách Mô tả thế giới). Lịch sử và chính trị Gazetteer Afghanistan: Badakhshan năm 1914 cũng lưu ý rằng, tại tỉnh Badakhshan, Afghanistan thì cừu Marco Polo được biết đến với tên địa phương là nakhjipar hay "Ra-ma-poy" trong ngôn ngữ Wakhi của người bản địa Khunzerav.

## Mô tả

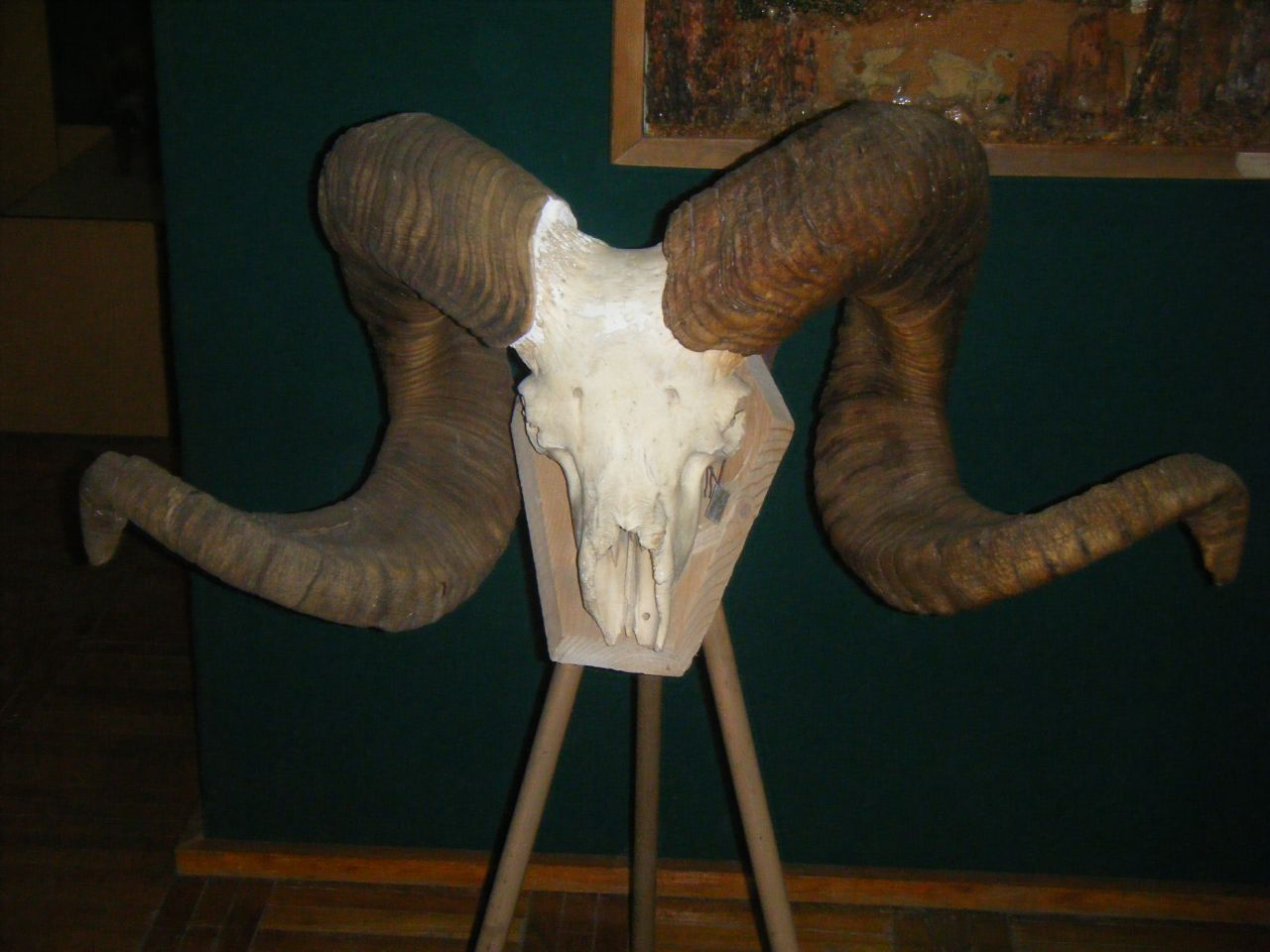
Phần hộp sọ và sừng của một con cừu đực.

Đặc biệt nổi bật của chúng là cơ thể lớn với bộ sừng xoắn ốc lên đến 140 cm (55 in). Chúng chính là loài cừu có bộ sừng dài nhất, với việc ghi nhận sừng dài tới 1,9 m (6,2 ft) và nặng 60 lb (27 kg). Sừng của cừu Marco Polo giống như cuộn dây, với những đoạn soắn theo chiều ngang và dọc xuống dưới phần đầu, và rất hiếm khi bị gãy . Bộ sừng bắt đầu phát triển từ 15-20 ngày sau khi chúng được sinh ra, và sự tăng trưởng rõ rệt nhất trong năm đầu tiên. Từ lâu, bộ sừng đã là một thứ thu hút những thợ săn danh hiệu..
Loài Cừu núi Argali có bộ lông màu nâu đen, với phần dưới màu trắng. Hai phần khác nhau được ngăn cách bởi một dải lông đen sẫm, Có một khoảng lông màu trắng trên mông mà hầu hết các phân loài ngoại trừ phân loài cừu Marco Polo là không có. Vào mùa đông, phần lông trắng phát triển dài hơn ở cá thể đực. So với các con đực thì ở con cái thì bộ lông kém phát triển hơn, và không có một sự thay đổi theo mùa mạnh mẽ như vậy. Phần mặt của Cừu Marco Polo nhạt hơn so với cơ thể của chúng.
Loài cừu Argali có một cái đuôi dài khoảng 6–10 cm (2,4-3,9 in), ở đỉnh của đuôi là một chùm lông; Phân loài của chúng, Cừu Marco Polo có đuôi dài hơn một chút, khoảng 12 đến 16 cm (4,7-6,3 in).
Cừu đực trưởng thành nặng trung bình khoảng 126 kg (278 lb). Chiều cao đến vai đạt khoảng 113 cm (44 in) ở các loài cừu Argali còn phân loài của chúng thì thấp hơn một chút, khoảng 100 cm (39 in). Mùa sinh sản của chúng là vào tháng mười hai và thời gian mang thai kéo dài khoảng 160 ngày,. Mỗi lần, cừu cái chỉ sinh duy nhất được một cá thể cừu con và nhiều trường hợp hiếm vẫn có những cặp cừu song sinh được sinh ra. Trong điều kiện nuôi nhốt, mỗi lần sinh sản thì cừu Marco Polo có thể sinh ra tới năm cừu con.
Cừu Marco Polo có tuổi thọ trung bình là 13 năm. Số vòng phát triển của cặp sừng hàng năm của cá thể đực có thể xác định được.. Không có dữ liệu đã được biên soạn cho thấy về bệnh tật của loài cừu này, mặc dù đã có các xét nghiệm được tiến hành trên loài tương tự như cừu nhà. Cừu Marco Polo không phải là không có khả năng mắc bệnh, nhất là việc chúng có thể bị lây bệnh từ các đàn gia súc khác, mặc dù một số đàn cừu nuôi được chăn thả tự nhiên trên các ngọn núi và chưa tiếp xúc với cừu Marco Polo. Tuy nhiên, các mục đồng trong khu vực Trung Á, nơi sinh sống chủ yếu của cừu Marco Polo không thường xuyên chăm sóc và theo dõi bệnh tật cho đàn gia súc của họ, và điều này có thể tiềm ẩn nguy cơ truyền bệnh cho cừu hoang dã.

## Môi trường sống
Cừu Marco Polo sống nhiều nhất trong khu vực dãy núi Pamir, khu vực tiếp giáp biên giới của Afghanistan, Pakistan, Kyrgyzstan, Tajikistan và Trung Quốc. Độ cao dao động từ 3.700 đến 4.800 m (12.100 ft đến 15.700) so với mực nước biển; Phân loài này sống chủ yếu ở phía tây bắc của huyện Hunza (Gilgit-Baltistan, dọc theo biên giới giữa Pakistan và Trung Quốc), biên giới Kilik Mintaka và khu vực phía tây bắc của Vườn Quốc gia Khunjerab. Cừu Marco Polo cũng sống trong khu vực hành lang Wakhan, dọc theo biên giới Afghanistan. Môi trường sống của chúng khá tương đồng như loài Dê núi Siberi.

## Hành vi
Hành vi của cừu Marco Polo tương tự như các thành viên khác của chi Ovis. Chúng thường sống theo đàn nhỏ với khoảng vài chục cá thể. Trong suốt mùa hè, chúng sống theo bầy nhỏ để giao phối. Nhưng trong và sau khi sinh sản, chúng tập hợp lại thành nhóm lớn hơn để bảo vệ và giảm việc mất năng lượng.
Khi mùa sinh sản bắt đầu, cừu đực bắt đầu đấu tranh cho sự thống trị trong đàn. Cừu đực chiếm ưu thế hơn sẽ được chọn cừu cái. Chỉ có cừu trưởng thành (trên 6 năm tuổi) mới thường đấu tranh cho sự thống trị, nhưng đôi khi ý chí của những con cừu chưa trưởng thành cũng đe dọa tới sự thống trị đó, nhưng không thể khiến chúng bị thương tổn. Cừu đực trưởng thành chống lại kẻ thù bằng cách đứng bên cạnh nhau và quay xung quanh. Tương tự như thói quen chiến đấu của dê, những con cừu đực thường phát ra tiếng kêu âm ỉ trong khi chiến đấu và thường dùng sừng để húc vào mũi hoặc sừng của đối thủ.
Sau khi sự thống trị đã được thiết lập, cừu đực bắt đầu chọn cừu cái cho riêng chúng. Mặc dù cừu Marco Polo cái thường là con đầu đàn, nhưng trong mùa sinh sản, con đực lại là kẻ quyết định. Con đực sẽ tiếp cận một con cái và có thể là sẽ ngửi mùi nước tiểu của bạn tình. Khi ngửi mùi nước tiểu của cừu, những con đực thể hiện phản ứng khi chúng cong môi trên lên, để lộ hàm răng và nướu trước khi hít để kiểm tra nếu cừu cái trong quá trình động dục. Shackleton gọi điều này là hiện tượng "cong môi" và mô tả nó như là "... ngẩng cao đầu, mở miệng và cong môi trên lên. "  Cừu đực sau đó sẽ chia tách ra khỏi đàn để giao phối với cừu cái đã chọn lựa, và sau đó, chúng sẽ ở lại với đàn trong một hoặc hai tháng.

## Bảo tồn

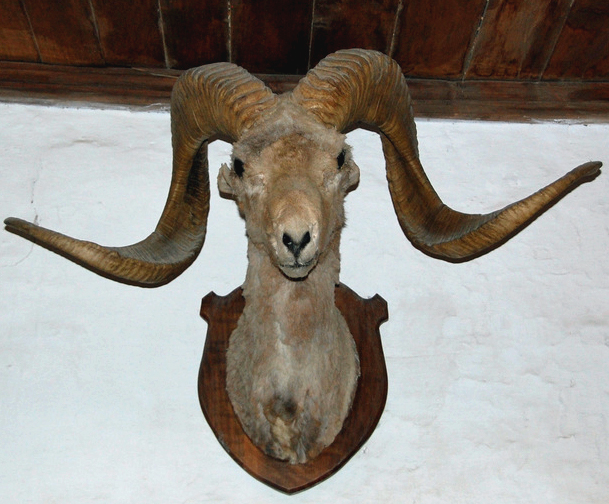
Một cái đầu của cừu Marco Polo treo trên tường là thứ mà những thợ săn muốn đạt được.

Hoạt động săn bắn những con cừu Marco Polo lần đầu tiên trở thành phổ biến khi Mohammed Zahir Shah, vua của Afghanistan khi đi săn bắn đã giết được một con cừu đực trong những năm 1950. Sau đó, ông ta đã tuyên bố rằng, các thung lũng mà ông đi săn bắn là một môi trường sống bảo vệ cho những con cừu như một khu săn bắn của hoàng gia Afghanistan. Nó chỉ bị gỡ bỏ khi vào năm 1968, một du khách người Mỹ đã được phép săn bắn trong khu bảo tồn. Năm 2008, người ta ước tính rằng những người thợ săn Mỹ trả trung bình $ 20.000 đến $ 25.000 cho mỗi cuộc thám hiểm để săn một con cừu Marco Polo.
Năm 1976, tại Khunzerav, số lượng cừu Marco Polo được ước tính chỉ là 300 con. Con số này giảm nhanh chóng xuống chỉ còn là 160 con từ năm 1978 đến 1981, và 45 con trong năm 1991. George Schaller của Hiệp hội Bảo tồn Động vật hoang dã ước tính dân số của chúng trên toàn thế giới vào năm 2003 chỉ khoảng 10.000 con, bằng một nửa những gì mà Ronald Petocz ước tính trong tour du lịch năm 1973. Mật độ dân số của chúng cũng đã được ghi nhận là ít hơn hai con mỗi 1 km vuông (0,39 sq mi). Cừu Marco Polo đã được đưa vào danh sách đầu tiên của loài cần được bảo vệ do Cơ quan Bảo vệ môi trường quốc gia Afghanistan đưa ra vào tháng 6 năm 2009.

### Vườn quốc gia Khunjerab
Vườn quốc gia Khunjerab được thành lập chủ yếu như là một khu vực bảo tồn cừu Marco Polo (cũng như một số loài khác là Báo tuyết và Cừu hoang Himalaya) sống trong khu vực. Biên giới của vườn quốc gia đã được xác lập bởi Schaller vào năm 1974 sau một cuộc khảo sát thực địa ngắn. Vườn quốc gia được chính thức thành lập vào ngày 29 tháng 4 năm 1979 bởi Thủ tướng Pakistan lúc bấy giờ là Zulfikar Ali Bhutto, người đã nói rằng, "nó phải trở thành một vườn quốc gia nổi tiếng thế giới".

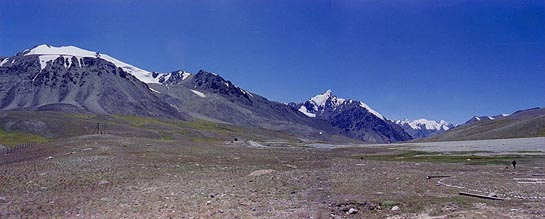
Dãy núi phủ đầy tuyết của Vườn quốc gia Khunjerab.

Dù đã được liệt kê như là một vườn quốc gia loại II, khu vực cấm các hoạt động của con người bao gồm cả sản xuất nông nghiệp và săn bắn, nhưng do được quản lý kém, hoạt động săn bắn bất hợp pháp những con cừu Marco Polo vẫn tiếp tục diễn ra. Chính bởi vì điều này, Liên minh Bảo tồn Thiên nhiên Quốc tế đã đưa nhà sinh vật học người Na Uy Per Wegge đến làm một cuộc khảo sát các loài động vật hoang dã của vườn quốc gia vào năm 1988. Wegge thấy rằng, không có bằng chứng của sự cạnh tranh giữa các con cừu Marco Polo với những con cừu nuôi được chăn thả bất hợp pháp, và hầu hết việc săn bắn bất hợp pháp đã không còn xảy ra ở địa phương bởi những cư dân Wakhi, nhưng Quân đội Pakistan và các quan chức dân sự vẫn săn bắt. Ông do đó đề nghị phân loại lại vườn quốc gia, cho phép chăn thả và săn bắn thương mại, với lợi nhuận sẽ được trao cho dân địa phương. Tuy nhiên, chính phủ đã bỏ qua lời đề nghị Wegge thay vì xây dựng một kế hoạch quản lý mới mà cả IUCN và Quỹ Động vật Hoang dã Thế giới (WWF) hỗ trợ như một phương tiện để bảo vệ vườn quốc gia, cũng như bảo vệ các loài động vật hoang dã. Nhưng Wegge là người quan trọng trong các chương trình của chính phủ Pakistan, với hy vọng thu hút khách du lịch đến khu vực. IUCN đã đồng ý với điều này, và kể từ đó, nó chính thức trở thành khu vực bảo vệ như là vườn quốc gia. Để giúp bảo vệ các loài động vật trước việc săn bắn, WWF đã hình thành một ngôi làng gần Khunjerab, là những người sống trong khu vực báo cáo việc săn trộm các loài động vật đang bị đe dọa.

### Công viên Hòa bình Pamir
Năm 2008, George Schaller đã phát động một chiến dịch bảo vệ những con cừu Marco Polo. Sau khi Vườn quốc gia Khunjerab được thành lập bởi Pakistan vào năm 1975; Khu bảo tồn thiên nhiên Taxkorgan tại Trung Quốc vào năm 1984; Schaller cho rằng, như thế vẫn là không đủ để bảo vệ những con cừu, do chúng di cư theo mùa. Schaller sau đó đề xuất thành lập một khu dự trữ quốc tế vào năm 1987, nhưng những nỗ lực đã bị đình trệ do khó khăn về chính trị. "Không bao giờ là dễ dàng để có được sự đồng ý của chính phủ bốn quốc gia về bất cứ điều gì" Schaller đã nói về những nỗ lực của mình. Nhiệm vụ của ông là tìm ra một khu vực công viên rông lớn trải dài qua biên giới của Trung Quốc, Pakistan, Afghanistan và Tajikistan để bao vệ cừu Marco Polo. Schaller đề xuất gọi là "Công viên Hòa bình Quốc tế Pamir".

## Nông nghiệp
Theo mô tả thì sừng của cừu Marco Polo đã được sử dụng bởi các mục đồng để xây dựng những ngôi lều lớn, hoặc để xây dựng chuồng cho đàn gia cầm. Thịt của chúng với độ nạc cao, cũng cấp lượng đạm nhiều hơn. Ngoài ra, thịt của cừu Marco Polo được cho là có hương vị thơm ngon hơn so với cừu nuôi. Các nhà nghiên cứu của Hội đồng Nghiên cứu Quốc gia Hoa Kỳ và Ủy ban Tư vấn về đổi mới công nghệ cho rằng, thịt của chúng có thể trở thành thứ phổ biến cho tiêu dùng. Tuy nhiên, cừu Marco Polo có thể được nhân giống rộng ra thì cũng chỉ có thể sử dụng được thịt: sừng của chúng có thể có giá trị, lông và da có thể làm len và khăn Pashmina.